# Goulding's Lodge
Le Goulding's Lodge est un hôtel américain situé à Goulding, dans le comté de San Juan, dans l'Utah. Situé en contrebas d'un énorme bloc rocheux, l'établissement est un point d'arrêt habituel pour les visiteurs de la Monument Valley.

## Monuments
|                                      |
| Plaque du memorial to Harry Goulding |

|                            |
| Memorial de Harry Goulding |

|                  |
| Goulding's Lodge |

|                                      |
| wagon Horse-drawn à Goulding's Lodge |

|                                 |
| Lodge à Stagecoach de Gouldings |

|                                                |
| Monument Valleyvue du bureau de poste Goulding |